# (6430) 1964 UP
(6430) 1964 UP (1964 UP, 1986 RH) — астероїд головного поясу, відкритий 30 жовтня 1964.
Тіссеранів параметр щодо Юпітера — 3.680.